# HD 174369
HD 174369，又名BD+24 3545，SAO 86462、HR 7091，是一颗恒星，视星等为6.59，位于銀經55.3，銀緯11.58，其B1900.0坐标为赤經18h 45m 7.9s，赤緯+24° 11.58′ 58″。